# Karolingowie

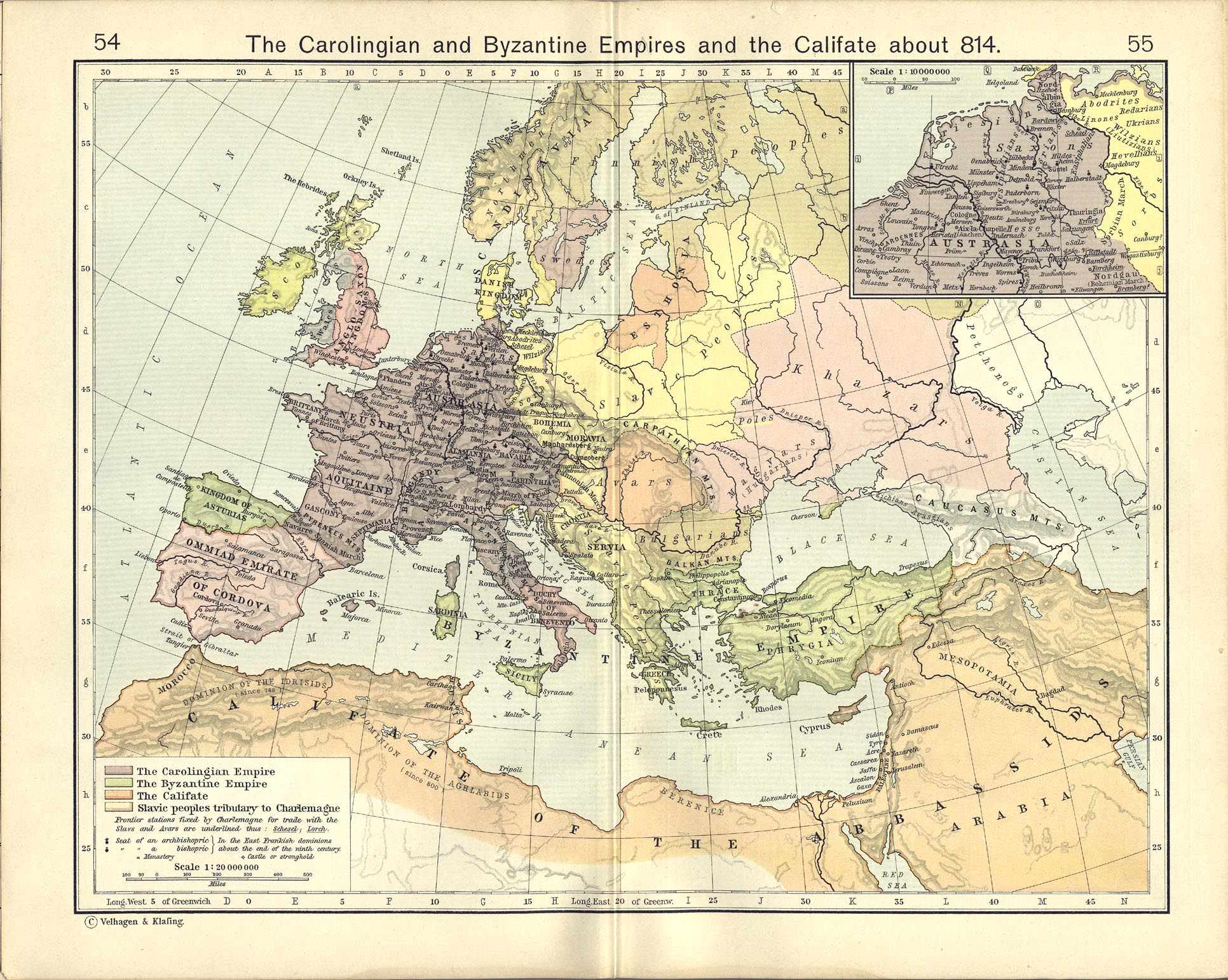
Państwo Karolingów ok. 814 r.

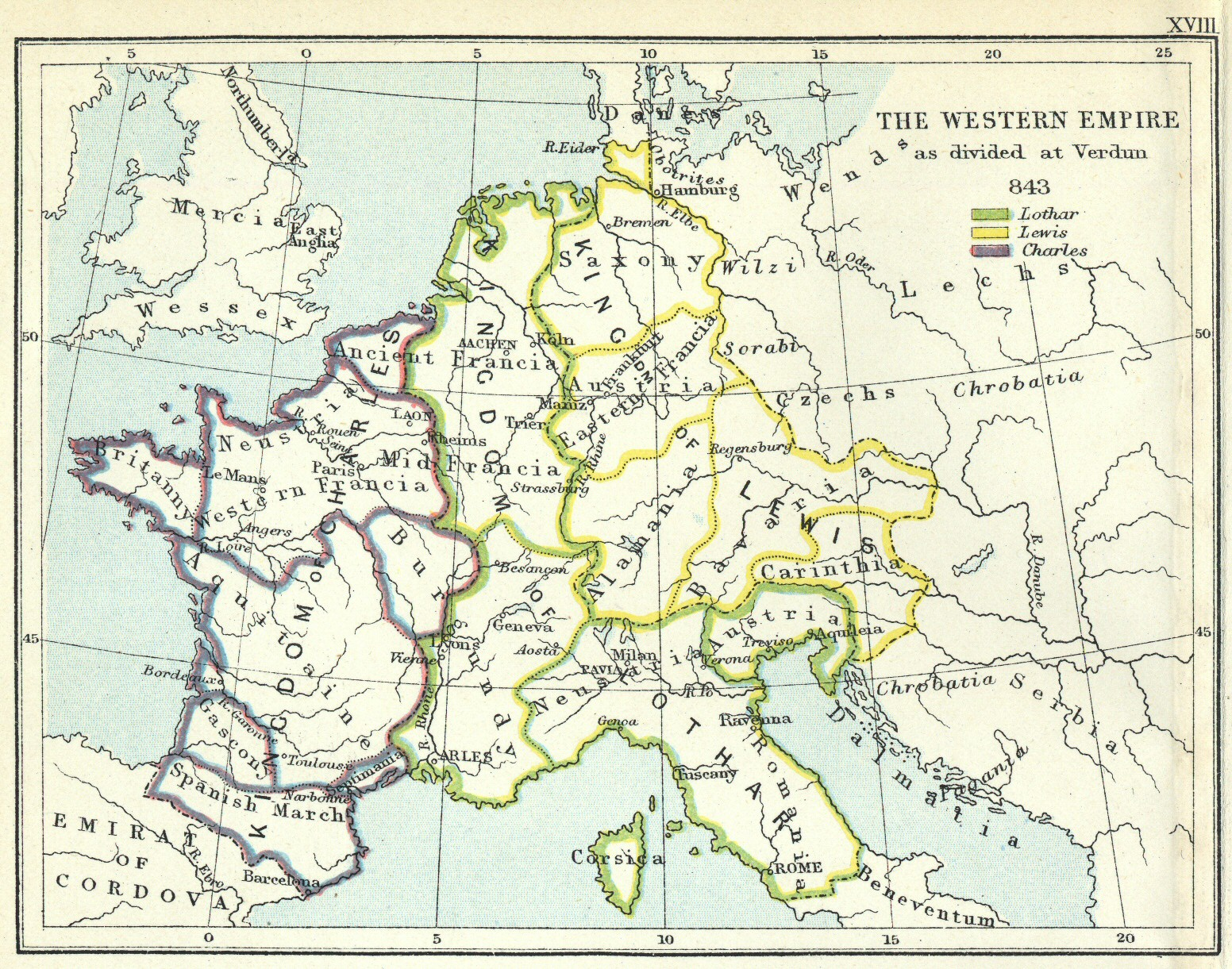
Podział państwa Karolingów (843) oraz sąsiedzi za Łabą „Lechs”, „Wends” oraz „Chrobatia”.

Karolingowie – dynastia frankijska wywodząca się od Karola Młota, panująca w latach 753–987. Pierwszym jej przedstawicielem miał być Arnulf z Metzu. Początkowo majordomowie dynastii Merowingów. Odsunęli ich od władzy w 751 i sami objęli tron za zgodą możnowładztwa i papiestwa. Po śmierci Ludwika Pobożnego Państwo Frankijskie zostało podzielone na trzy części: zachodnią (Francia occidentalis), wschodnią (Francia orientalis) i środkową ciągnącą się od Flandrii po północną Italię i brzegi Morza Śródziemnego.

## Historia
Karolingowie pochodzili z Austrazji. Protoplastą rodu był Arnulf Piwowarski (zm. ok. 645), urzędnik królewski, biskup Metzu. Syn Arnulfa – Ansegizel ożenił się z Beggą, córką Pepina z Landen, majordoma Austrazji. Małżeństwo Ansegizela i Beggi zapewniło rodowi (zwanego od wtedy Arnulfinami-Pepinidami) hegemonię w Austrazji.
Ogromne znaczenie polityczne pokazała sytuacja po śmierci króla Dagoberta I w 639 r. Syn Pepina I – Grimoald, który polecił bezdzietnemu Sigebertowi III adoptować swego syna Childeberta i osadził go następnie na tronie. Jednak możni Neustrii wytoczyli Grimoaldowi proces i zgładzili go w 656 roku.
Syn Ansegizela i Beggi, wnuk Arnulfa – Pepin II przejął praktycznie całą władzę w królestwie Franków – był majordomem Austrazji, Neustrii i Burgundii. Jako majordom wszystkich królestw przyjął tytuł księcia Franków.
Syn Pepina II, Karol Młot, po śmierci ojca (grudzień 714) nie odziedziczył żadnej ziemi, ani tytułu – jego ojciec wraz z żoną Plektrudą jako dziedzica wyznaczyli swojego wnuka Teudoalda – nieślubne dziecko ich syna Grimoalda. Plektruda wtrąciła Karola do więzienia. Z końcem 715 r. uciekł z więzienia i stanął na czele buntu przeciw rządom kobiety. Do 718 r. Karol zdołał pokonać wrogów wewnętrznych i od tego czasu do swojej śmierci w 741 roku umacniał swoją władzę w królestwie oraz zbrojnie odpowiadał na zakusy innych plemion germańskich. W tym czasie majordomus zdołał podporządkować sobie tzw. biskupie republiki arystokratyczne wzdłuż Loary i Rodanu, ponadto dokonał szeregu sekularyzacji dóbr kościelnych. Najsłynniejszym epizodem z życia Karola Młota jest bitwa pod Poitiers stoczona w roku 732, w której Frankowie odparli najazd arabski oraz zabili arabskiego wodza Abd-ar-Rahmana.
Synowie Młota – Karloman i Pepin Krótki, po śmierci ojca podzielili królestwo Franków między siebie. Karloman otrzymał Austrazję, Szwabię i Turyngię, Pepin Neustrię i Burgundię, a swojego najmłodszego, przyrodniego brata Griffo umieścili w klasztorze. W roku 743 na tronie Frankońskim – zdobytym wcześniej przez Karola Młota – osadzili Childeryka III, prawowitego władcę z dynastii Merowingów. Obaj bracia rządzili swoimi częściami zgodnie, wspierając się wzajemnie. W 747 roku Karloman zrezygnował z władzy i został mnichem w klasztorze na Monte Cassino. Pepin przejął faktycznie całą władzę w królestwie Franków. W październiku 751 roku na zwołanym przez siebie zjeździe feudałów frankijskich w Soissons dokonał – za przyzwoleniem feudałów – zamachu stanu, detronizując króla Childeryka III. W następstwie wydarzeń Pepin został konsekrowany na króla Franków przez świętego Bonifacego jako pierwszy władca z dynastii Karolingów. Wcześniej od papieża Zachariasza otrzymał poparcie w formie rozporządzenia, by tytuły królewskie nadawano tym, którzy realnie sprawują władzę. Jego prawo do władzy pozostawało jednak wciąż dyskusyjne, dlatego zawarł sojusz z papiestwem, zaproponowany przez papieża Stefana II. Zalegalizował on jego władzę przez namaszczenie 28 lipca 754 roku w bazylice Saint-Denis pod Paryżem, a tym samym zobowiązał go do obrony Rzymu przed Longobardami. Prowadził on kampanię przeciw Longobardom (754), wyniku której powstało Państwo Kościelne. W latach 752–760 prowadził walki z Arabami z Półwyspu Iberyjskiego.

Mapa rozwoju Imperium Franków w latach 481–814

Syn Pepina Karol Wielki wyniósł młodą dynastię na wyżyny potęgi. Powiększył terytoria swoich poprzedników o: północne i środkowe Włochy, północno-wschodnią Hiszpanię, Saksonię, Bawarię i ziemie nad środkowym Dunajem. W ten sposób ukształtowało się państwo sięgające od Morza Północnego i Bałtyku na północy po Benewent na południu oraz od Atlantyku na zachodzie po Łabę i pusztę pannońską na wschodzie. Do sukcesów warto dodać reformy wewnętrzne w królestwie, które jednak nie przetrwały po śmierci reformatora. Największym osiągnięciem Karola była koronacja cesarska w Boże Narodzenie 800 roku w Rzymie z rąk papieża Leona III.
Po śmierci Karola 28 stycznia 814 w Akwizgranie nastąpił powolny rozkład struktur wielkiego Państwa Frankijskiego. Prawo dziedziczenia, które widoczne już wcześniej dzieliło państwo, stało się po śmierci Karola powodem rozpadu cesarstwa. Początkiem ostatecznego rozpadu był traktat w Verdun zawarty w 843, który podzielił państwo Karola Wielkiego między synów Ludwika I Pobożnego (syna Karola Wielkiego): Lotara, Karola Łysego i Ludwika Niemieckiego. Podział ten położył podwaliny pod powstanie w przyszłości Francji i Niemiec.

## Drzewo genealogiczne
|  |  |  |  |           |           | Pepin z Herstalu Majordom Austrazji | Pepin z Herstalu Majordom Austrazji | Pepin z Herstalu Majordom Austrazji | Pepin z Herstalu Majordom Austrazji | Pepin z Herstalu Majordom Austrazji | Pepin z Herstalu Majordom Austrazji |                                       |                                       |                                       |                                       |                                       |                                       | Alpaida                           | Alpaida                           | Alpaida                             | Alpaida                             | Alpaida                             | Alpaida                             |                                     |                                     |                              |                              |                                                           |                                                           |                                                           |                                                           |                                                           |                                                           |                                           |                                           |                       |                       |                                                            |                                                            |                                                            |                                                            |                                                            |                                                            |                    |                    |  |  |  |  |  |  |  |  |  |  |  |  |  |  |  |  |  |  |
|  |  |  |  |           |           | Pepin z Herstalu Majordom Austrazji | Pepin z Herstalu Majordom Austrazji | Pepin z Herstalu Majordom Austrazji | Pepin z Herstalu Majordom Austrazji | Pepin z Herstalu Majordom Austrazji | Pepin z Herstalu Majordom Austrazji |                                       |                                       |                                       |                                       |                                       |                                       | Alpaida                           | Alpaida                           | Alpaida                             | Alpaida                             | Alpaida                             | Alpaida                             |                                     |                                     |                              |                              |                                                           |                                                           |                                                           |                                                           |                                                           |                                                           |                                           |                                           |                       |                       |                                                            |                                                            |                                                            |                                                            |                                                            |                                                            |                    |                    |  |  |  |  |  |  |  |  |  |  |  |  |  |  |  |  |  |  |
|  |  |  |  |           |           |                                     |                                     |                                     |                                     |                                     |                                     |                                       |                                       |                                       |                                       |                                       |                                       |                                   |                                   |                                     |                                     |                                     |                                     |                                     |                                     |                              |                              |                                                           |                                                           |                                                           |                                                           |                                                           |                                                           |                                           |                                           |                       |                       |                                                            |                                                            |                                                            |                                                            |                                                            |                                                            |                    |                    |  |  |  |  |  |  |  |  |  |  |  |  |  |  |  |  |  |  |
|  |  |  |  |           |           |                                     |                                     |                                     |                                     |                                     |                                     |                                       |                                       |                                       |                                       |                                       |                                       |                                   |                                   |                                     |                                     |                                     |                                     |                                     |                                     |                              |                              |                                                           |                                                           |                                                           |                                                           |                                                           |                                                           |                                           |                                           |                       |                       |                                                            |                                                            |                                                            |                                                            |                                                            |                                                            |                    |                    |  |  |  |  |  |  |  |  |  |  |  |  |  |  |  |  |  |  |
|  |  |  |  | Chrotruda | Chrotruda | Chrotruda                           | Chrotruda                           | Chrotruda                           | Chrotruda                           |                                     |                                     | Karol Młot Majordom królestwa Franków | Karol Młot Majordom królestwa Franków | Karol Młot Majordom królestwa Franków | Karol Młot Majordom królestwa Franków | Karol Młot Majordom królestwa Franków | Karol Młot Majordom królestwa Franków |                                   |                                   |                                     |                                     |                                     |                                     |                                     |                                     | Childebrand Książę Burgundii | Childebrand Książę Burgundii | Childebrand Książę Burgundii                              | Childebrand Książę Burgundii                              | Childebrand Książę Burgundii                              | Childebrand Książę Burgundii                              |                                                           |                                                           | NN                                        | NN                                        | NN                    | NN                    | NN                                                         | NN                                                         |                                                            |                                                            |                                                            |                                                            |                    |                    |  |  |  |  |  |  |  |  |  |  |  |  |  |  |  |  |  |  |
|  |  |  |  | Chrotruda | Chrotruda | Chrotruda                           | Chrotruda                           | Chrotruda                           | Chrotruda                           |                                     |                                     | Karol Młot Majordom królestwa Franków | Karol Młot Majordom królestwa Franków | Karol Młot Majordom królestwa Franków | Karol Młot Majordom królestwa Franków | Karol Młot Majordom królestwa Franków | Karol Młot Majordom królestwa Franków |                                   |                                   |                                     |                                     |                                     |                                     |                                     |                                     | Childebrand Książę Burgundii | Childebrand Książę Burgundii | Childebrand Książę Burgundii                              | Childebrand Książę Burgundii                              | Childebrand Książę Burgundii                              | Childebrand Książę Burgundii                              |                                                           |                                                           | NN                                        | NN                                        | NN                    | NN                    | NN                                                         | NN                                                         |                                                            |                                                            |                                                            |                                                            |                    |                    |  |  |  |  |  |  |  |  |  |  |  |  |  |  |  |  |  |  |
|  |  |  |  |           |           |                                     |                                     |                                     |                                     |                                     |                                     |                                       |                                       |                                       |                                       |                                       |                                       |                                   |                                   |                                     |                                     |                                     |                                     |                                     |                                     |                              |                              |                                                           |                                                           |                                                           |                                                           |                                                           |                                                           |                                           |                                           |                       |                       |                                                            |                                                            |                                                            |                                                            |                                                            |                                                            |                    |                    |  |  |  |  |  |  |  |  |  |  |  |  |  |  |  |  |  |  |
|  |  |  |  |           |           |                                     |                                     |                                     |                                     |                                     |                                     |                                       |                                       |                                       |                                       |                                       |                                       |                                   |                                   |                                     |                                     |                                     |                                     |                                     |                                     |                              |                              |                                                           |                                                           |                                                           |                                                           |                                                           |                                                           |                                           |                                           |                       |                       |                                                            |                                                            |                                                            |                                                            |                                                            |                                                            |                    |                    |  |  |  |  |  |  |  |  |  |  |  |  |  |  |  |  |  |  |
|  |  |  |  |           |           |                                     |                                     | Karloman                            | Karloman                            | Karloman                            | Karloman                            | Karloman                              | Karloman                              |                                       |                                       | Pepin Krótki Król Franków             | Pepin Krótki Król Franków             | Pepin Krótki Król Franków         | Pepin Krótki Król Franków         | Pepin Krótki Król Franków           | Pepin Krótki Król Franków           |                                     |                                     | Bertrada z Laon                     | Bertrada z Laon                     | Bertrada z Laon              | Bertrada z Laon              | Bertrada z Laon                                           | Bertrada z Laon                                           |                                                           |                                                           | Nibelung Hrabia Vexin                                     | Nibelung Hrabia Vexin                                     | Nibelung Hrabia Vexin                     | Nibelung Hrabia Vexin                     | Nibelung Hrabia Vexin | Nibelung Hrabia Vexin |                                                            |                                                            |                                                            |                                                            |                                                            |                                                            |                    |                    |  |  |  |  |  |  |  |  |  |  |  |  |  |  |  |  |  |  |
|  |  |  |  |           |           |                                     |                                     | Karloman                            | Karloman                            | Karloman                            | Karloman                            | Karloman                              | Karloman                              |                                       |                                       | Pepin Krótki Król Franków             | Pepin Krótki Król Franków             | Pepin Krótki Król Franków         | Pepin Krótki Król Franków         | Pepin Krótki Król Franków           | Pepin Krótki Król Franków           |                                     |                                     | Bertrada z Laon                     | Bertrada z Laon                     | Bertrada z Laon              | Bertrada z Laon              | Bertrada z Laon                                           | Bertrada z Laon                                           |                                                           |                                                           | Nibelung Hrabia Vexin                                     | Nibelung Hrabia Vexin                                     | Nibelung Hrabia Vexin                     | Nibelung Hrabia Vexin                     | Nibelung Hrabia Vexin | Nibelung Hrabia Vexin |                                                            |                                                            |                                                            |                                                            |                                                            |                                                            |                    |                    |  |  |  |  |  |  |  |  |  |  |  |  |  |  |  |  |  |  |
|  |  |  |  |           |           |                                     |                                     |                                     |                                     |                                     |                                     |                                       |                                       |                                       |                                       |                                       |                                       |                                   |                                   |                                     |                                     |                                     |                                     |                                     |                                     |                              |                              |                                                           |                                                           |                                                           |                                                           |                                                           |                                                           |                                           |                                           |                       |                       |                                                            |                                                            |                                                            |                                                            |                                                            |                                                            |                    |                    |  |  |  |  |  |  |  |  |  |  |  |  |  |  |  |  |  |  |
|  |  |  |  |           |           |                                     |                                     |                                     |                                     |                                     |                                     |                                       |                                       |                                       |                                       |                                       |                                       |                                   |                                   |                                     |                                     |                                     |                                     |                                     |                                     |                              |                              |                                                           |                                                           |                                                           |                                                           |                                                           |                                                           |                                           |                                           |                       |                       |                                                            |                                                            |                                                            |                                                            |                                                            |                                                            |                    |                    |  |  |  |  |  |  |  |  |  |  |  |  |  |  |  |  |  |  |
|  |  |  |  |           |           |                                     |                                     |                                     |                                     |                                     |                                     |                                       |                                       |                                       |                                       |                                       |                                       |                                   |                                   | Karloman Król Franków               | Karloman Król Franków               | Karloman Król Franków               | Karloman Król Franków               | Karloman Król Franków               | Karloman Król Franków               |                              |                              |                                                           |                                                           | Karol Wielki Król Franków, cesarz rzymski                 | Karol Wielki Król Franków, cesarz rzymski                 | Karol Wielki Król Franków, cesarz rzymski                 | Karol Wielki Król Franków, cesarz rzymski                 | Karol Wielki Król Franków, cesarz rzymski | Karol Wielki Król Franków, cesarz rzymski |                       |                       |                                                            |                                                            |                                                            |                                                            |                                                            |                                                            |                    |                    |  |  |  |  |  |  |  |  |  |  |  |  |  |  |  |  |  |  |
|  |  |  |  |           |           |                                     |                                     |                                     |                                     |                                     |                                     |                                       |                                       |                                       |                                       |                                       |                                       |                                   |                                   | Karloman Król Franków               | Karloman Król Franków               | Karloman Król Franków               | Karloman Król Franków               | Karloman Król Franków               | Karloman Król Franków               |                              |                              |                                                           |                                                           | Karol Wielki Król Franków, cesarz rzymski                 | Karol Wielki Król Franków, cesarz rzymski                 | Karol Wielki Król Franków, cesarz rzymski                 | Karol Wielki Król Franków, cesarz rzymski                 | Karol Wielki Król Franków, cesarz rzymski | Karol Wielki Król Franków, cesarz rzymski |                       |                       |                                                            |                                                            |                                                            |                                                            |                                                            |                                                            |                    |                    |  |  |  |  |  |  |  |  |  |  |  |  |  |  |  |  |  |  |
|  |  |  |  |           |           |                                     |                                     |                                     |                                     |                                     |                                     |                                       |                                       |                                       |                                       |                                       |                                       |                                   |                                   |                                     |                                     |                                     |                                     |                                     |                                     |                              |                              |                                                           |                                                           |                                                           |                                                           |                                                           |                                                           |                                           |                                           |                       |                       |                                                            |                                                            |                                                            |                                                            |                                                            |                                                            |                    |                    |  |  |  |  |  |  |  |  |  |  |  |  |  |  |  |  |  |  |
|  |  |  |  |           |           |                                     |                                     |                                     |                                     |                                     |                                     |                                       |                                       |                                       |                                       |                                       |                                       |                                   |                                   | Pepin Longobardzki król Longobardów | Pepin Longobardzki król Longobardów | Pepin Longobardzki król Longobardów | Pepin Longobardzki król Longobardów | Pepin Longobardzki król Longobardów | Pepin Longobardzki król Longobardów |                              |                              |                                                           |                                                           | Ludwik I Pobożny król Akwitanii, cesarz                   | Ludwik I Pobożny król Akwitanii, cesarz                   | Ludwik I Pobożny król Akwitanii, cesarz                   | Ludwik I Pobożny król Akwitanii, cesarz                   | Ludwik I Pobożny król Akwitanii, cesarz   | Ludwik I Pobożny król Akwitanii, cesarz   |                       |                       |                                                            |                                                            | Drogo biskup Metzu                                         | Drogo biskup Metzu                                         | Drogo biskup Metzu                                         | Drogo biskup Metzu                                         | Drogo biskup Metzu | Drogo biskup Metzu |  |  |  |  |  |  |  |  |  |  |  |  |  |  |  |  |  |  |
|  |  |  |  |           |           |                                     |                                     |                                     |                                     |                                     |                                     |                                       |                                       |                                       |                                       |                                       |                                       |                                   |                                   | Pepin Longobardzki król Longobardów | Pepin Longobardzki król Longobardów | Pepin Longobardzki król Longobardów | Pepin Longobardzki król Longobardów | Pepin Longobardzki król Longobardów | Pepin Longobardzki król Longobardów |                              |                              |                                                           |                                                           | Ludwik I Pobożny król Akwitanii, cesarz                   | Ludwik I Pobożny król Akwitanii, cesarz                   | Ludwik I Pobożny król Akwitanii, cesarz                   | Ludwik I Pobożny król Akwitanii, cesarz                   | Ludwik I Pobożny król Akwitanii, cesarz   | Ludwik I Pobożny król Akwitanii, cesarz   |                       |                       |                                                            |                                                            | Drogo biskup Metzu                                         | Drogo biskup Metzu                                         | Drogo biskup Metzu                                         | Drogo biskup Metzu                                         | Drogo biskup Metzu | Drogo biskup Metzu |  |  |  |  |  |  |  |  |  |  |  |  |  |  |  |  |  |  |
|  |  |  |  |           |           |                                     |                                     |                                     |                                     |                                     |                                     |                                       |                                       |                                       |                                       |                                       |                                       |                                   |                                   |                                     |                                     |                                     |                                     |                                     |                                     |                              |                              |                                                           |                                                           |                                                           |                                                           |                                                           |                                                           |                                           |                                           |                       |                       |                                                            |                                                            |                                                            |                                                            |                                                            |                                                            |                    |                    |  |  |  |  |  |  |  |  |  |  |  |  |  |  |  |  |  |  |
|  |  |  |  |           |           |                                     |                                     | Lotar I król Franków i cesarz       | Lotar I król Franków i cesarz       | Lotar I król Franków i cesarz       | Lotar I król Franków i cesarz       | Lotar I król Franków i cesarz         | Lotar I król Franków i cesarz         |                                       |                                       |                                       |                                       | Pepin I Akwitański król Akwitanii | Pepin I Akwitański król Akwitanii | Pepin I Akwitański król Akwitanii   | Pepin I Akwitański król Akwitanii   | Pepin I Akwitański król Akwitanii   | Pepin I Akwitański król Akwitanii   |                                     |                                     |                              |                              | Ludwik II Niemiecki król Bawarii, król Franków wschodnich | Ludwik II Niemiecki król Bawarii, król Franków wschodnich | Ludwik II Niemiecki król Bawarii, król Franków wschodnich | Ludwik II Niemiecki król Bawarii, król Franków wschodnich | Ludwik II Niemiecki król Bawarii, król Franków wschodnich | Ludwik II Niemiecki król Bawarii, król Franków wschodnich |                                           |                                           |                       |                       | Karol II Łysy król Franków zachodnich, cesarz, król Italii | Karol II Łysy król Franków zachodnich, cesarz, król Italii | Karol II Łysy król Franków zachodnich, cesarz, król Italii | Karol II Łysy król Franków zachodnich, cesarz, król Italii | Karol II Łysy król Franków zachodnich, cesarz, król Italii | Karol II Łysy król Franków zachodnich, cesarz, król Italii |                    |                    |  |  |  |  |  |  |  |  |  |  |  |  |  |  |  |  |  |  |

- Karol Młot, majordom zjednoczonego królestwa Franków (jego ojcem był Pepin z Herstalu – majordom Austrazji)
  - Hiltrud (zm. 754)
  - Karloman (syn Karola Młota), od 741–747 król Austrazji, Szwabii i Turyngii
  - Grifo (zm. 753)
  - Pepin Krótki, majordom Childeryka III, od 751 król Franków
    - Karloman (syn Pepina Krótkiego), od 768 król Austrazji i Burgundii
    - Karol I Wielki, od 768 król Franków, od 774 król Franków i Longobardów, od 800 cesarz rzymski
      - Pepin
      - Karol (zm. 811)
      - Pepin Longobardzki, od 781 król Longobardów
      - Ludwik I Pobożny, od 781 król Akwitanii, od 814 król Franków i cesarz
        - Lotar I, od 840 król Franków i cesarz
          - Karolingowie włoscy do 875

        - Ludwik II Niemiecki, od 817 król Bawarii, od 843 król Franków wschodnich
          - Karolingowie niemieccy do 911 {\displaystyle \Rightarrow } Państwo wschodniofrankijskie

        - Pepin I, od 817 król Akwitanii
          - Pepin II od 838 do 848 król Akwitanii

        - Karol II Łysy, od 840 król Franków zachodnich, od 875 cesarz, od 876 król Italii
          - Karolingowie francuscy do 987 {\displaystyle \Rightarrow } Państwo zachodniofrankijskie

      - Drogo, biskup Metz

### Karolingowie niemieccy
Panowali w królestwie Franków wschodnich w latach 840–911. Obejmowała sześciu królów panujących:
- Ludwik II Niemiecki (804–876), od 840 król wsch. Franków
  - Karloman (830–880), od 876 król wsch. franków i od 877 Italii
    - Arnulf z Karyntii (850–899), od 887 król wsch. franków i od 896 cesarz
      - Ludwik IV Dziecię (893–911), od 899 król wsch. franków

  - Ludwik III Młodszy (835–882), od 876 król wsch. franków
    - Ludwik (877–879)

  - Karol Otyły (839–888), król 876–87 wsch. franków, 884–887 zach. franków i Italii i 881–887 cesarz

### Karolingowie francuscy
Panowali w królestwie Franków zachodnich w latach 840–987. Obejmowała dziewięciu królów panujących:
- Karol II Łysy (840–877), od 840 król zach. Franków, od 875 cesarz rzymski, od 876 król Italii
  - Ludwik II Jąkała (877–879)
    - Ludwik III (879–882) (współrządy z Karlomanem)
    - Karloman II (879–884) (współrządy z Ludwikiem III w latach 879–882, następnie samodzielne rządy)
    - Karol III Prostak (892–922)
      - Ludwik IV Zamorski (936–954)
        - Lotar (954–986)
        - Karol
          - Ludwik V Gnuśny (986–987), ostatni król dynastii Karolingów zachodnich (francuskich)